# Ozoralizumab
L'ozoralizumab è un anticorpo monoclonale umanizzato realizzato con l'obiettivo di curare alcune patologie infiammatorie. L'anticorpo è stato prodotto dalla Pfizer e ora appartiene all'Ablynx, la quale ha venduto la licenza di produzione dell'ozoralizumab alla casa farmaceutica cinese Eddingpharm. Nel 2022 è stato approvato in Giappone l'uso di questo anticorpo nella terapia per l'artrite reumatoide.